# Сражение при Пойнт-Пили
Сражение при Пойнт-Пили (англ. Battle of Point Pelee) — вооружённое столкновение между индейскими воинами и солдатами британской армии, произошедшее вечером 28 мая 1763 года во время Восстания Понтиака.

## Предыстория
Узнав, что воины Понтиака собираются захватить форт Детройт, британский командующий Генри Гладуин приказал удвоить караулы и поднял весь гарнизон в ружьё. Индейцы окружили форт и взяли его в осаду. 28 мая 1763 года рота рейнджеров Королевы, конвой снабжения под командованием лейтенанта Эйбрахама Кайлера, остановилась в Пойнт-Пили по пути в форт Детройт. Не зная о продолжающейся осаде, Кайлер и его люди разбили лагерь, не приняв дополнительных мер предосторожности.

## Сражение
Первое представление о опасности возникло у Кайлера, когда солдат, посланный со своим товарищем за хворостом возвратился назад и рассказал, что его друг убит и оскальпирован. Вскоре появились индейские воины и стали приближаться к лагерю британцев. Рейнджеры Королевы были новым подразделением, ещё недостаточно дисциплинированным и малоопытным. Когда вайандоты и потаватоми атаковали центр солдатского строя, британцы отступили и бежали к своим лодкам. В бою 60 солдат были убиты или захвачены в плен.

## Последствия
35 рейнджеров, включая лейтенанта Кайлера, смогли спастись и добрались до форта Сандаски, но обнаружили, что он разрушен, и поэтому вернулись в форт Ниагара. Пленных британцев доставили в лагерь Понтиака, раздели и прогнали сквозь строй. Большинство либо были убиты юными воинами, упражнявшимися на них в искусстве стрельбы из лука, либо были сожжены на костре, хотя нескольких пощадили за их навыки ремесленников. 